# Kościół Matki Bożej Szkaplerznej w Moszczenicy (stary)
Kościół pw. Matki Bożej Szkaplerznej – rzymskokatolicki kościół filialny należący do parafii Matki Bożej Szkaplerznej w Moszczenicy (dekanat Łużna diecezji tarnowskiej).

## Historia
Obecna świątynia została ufundowana przez rodzinę Skrzyńskich i wzniesiona w latach 1818–1820. Konsekrowana została w 1850 roku przez biskupa przemyskiego Franciszka Wierzchleyskiego, późniejszego arcybiskupa lwowskiego. Świątynia została uszkodzona podczas pierwszej wojny światowej, później została odnowiona w latach 1923–1924.

## Architektura
Kościół nosi cechy dwóch stylów: prowincjonalnego baroku i klasycyzmu. Został zbudowany z kamienia i cegły, jest otynkowany i pokryty blachą. Składa się z salowej nawy oddzielonej od prezbiterium belką tęczową, podpartą słupami. Do prezbiterium od strony północnej dobudowana jest zakrystia. Na zewnątrz ściany świątyni są rozczłonkowane pilastrami, fasadę frontową zwieńcza trójkątny szczyt z postumentami z lewej i prawej strony. Świątynia jest nakryta dachem dwuspadowym o wspólnej kalenicy. Wnętrze nakrywa strop płaski, podparty dziesięcioma słupami. Chór muzyczny jest kanelowany i podsklepiony żaglasto.

## Wyposażenie
Ołtarz główny w stylu barokowym pochodzi z XVII stulecia, następnie został przekształcony być może około 1820 roku, jest ozdobiony barokowym obrazem Matki Bożej Szkaplerznej z XVII stulecia, umieszczonym w sukienkach drewnianych z przełomu XIX/XX stulecia, na zasuwie jest umieszczony obraz św. Izydora z około 1930 roku. W zwieńczeniu znajduje się obraz Św. Trójcy z XVII stulecia.
Dwa ołtarze boczne w stylu późnobarokowym, posiadają fragmenty snycerskie z XVII i XVIII stulecia, i są ozdobione nowszymi obrazami w tym Chrystusa Bolesnego, namalowanym w 1957 roku przez artystę Józefa Furdynę. 
Chrzcielnica w stylu barokowym pochodzi z XVIII stulecia i posiada czarę kamienną, zapewne z XVII stulecia. Świątynia posiada dwie kropielnice, jedną kamienną w stylu gotycko-renesansowym z XVI stulecia, drugą barokową z XVIII stulecia. Ambona w stylu barokowym pochodzi z około połowy XVII stulecia i posiada: baldachim, parapet schodów i bramkę z XVIII stulecia.
Organy o 31 piszczałkach wykonał Carl Schuster w latach 50. XX wieku, instrument pierwotnie znajdował się w Niemczech. 
Kościół posiada także dwa obrazy: pierwszy to Chrystus niosący krzyż, w stylu barokowym z XVIII stulecia; drugi to portret księdza Józefa Dąbrowskiego kanonika przemyskiego, proboszcza moszczenickiego, namalowany przez W. Siflerta. Epitafium Józefa, Marii i Szczepana Skrzyńskich, kamienne powstało w 1821 roku.